# 658
Évszázadok: 6. század – 7. század – 8. század
Évtizedek: 600-as évek – 610-es évek – 620-as évek – 630-as évek – 640-es évek – 650-es évek – 660-as évek – 670-es évek – 680-as évek – 690-es évek – 700-as évek
Évek: 653 – 654 – 655 – 656 –  657 – 658 – 659 – 660 – 661 – 662 – 663

## Események

### Európa
- II. Kónsztasz bizánci császár, miután az első évben fegyverszünetet kötött Muávija szíriai arab kormányzóval és biztonságban tudhatja keleti határait, hadjáratot indít a balkáni szlávok ellen. Macedoniában győzelmet arat és az ottani szlávok egy részét áttelepíti Kis-Ázsiába.
- Meghal Szamo, aki nagy szláv birodalmat hozott létre elsősorban a mai Cseh- és Morvaország területén. Halála után állama szétesik.
- Merciában fellázad a nemesség a northumbriai uralom ellen, elűzik Oswiu király kormányzóját és a korábbi király, Penda fia, Wulfhere foglalja el a trónt.
- Meghal a Neustriát ténylegesen kormányzó Erchinoald majordomus. Utóda Ebroin.

### Arab Kalifátus
- Az Ali kalifa és Muávija szíriai kormányzó közötti tárgyalások eredménytelenül érnek véget. Muáviját Szíriában kalifává kiáltják ki és hadvezére, Amr ibn al-Ász megszállja Egyiptomot.
- Ali kalifa újabb sereget gyűjt, de tudomására jut, hogy a Muávijával való egyezkedést ellenző háridzsiták (akik szerint Allahra kell bízni az ítélkezést és fegyverrel kell leverni a kalifa ellen lázadókat) zavargásokba kezdtek. Ali a mai Bagdad közelében vívott nahraváni csatában szétveri őket, de így nem tud időben egyiptomi hívei segítségére sietni és a tartomány riválisa kezére kerül.

### Japán
- Japánban megismerik az iránytűt: kínai buddhista szerzetesek a Kínában évszázadok óta ismert "délre mutató szekeret" készítenek Nakano Óe trónörökösnek.

## Születések
- Szent Willibrord, angolszász hittérítő

## Halálozások
- Szamo, szláv fejedelem
- Erchinoald, frank majordomus

## Fordítás
- Ez a szócikk részben vagy egészben  a(z)   658 című angol Wikipédia-szócikk ezen változatának fordításán alapul.  Az eredeti cikk szerkesztőit annak laptörténete sorolja fel. Ez a jelzés csupán a megfogalmazás eredetét és a szerzői jogokat jelzi, nem szolgál a cikkben szereplő információk forrásmegjelöléseként.